# ادی‌هازاش‌کوزار
اِدْیْ‌هازاش‌کوزار (به مجاری: Egyházaskozár) یک شهرداری در مجارستان است که در ناحیه کوملو واقع شده‌است. اِدْیْ‌هازاش‌کوزار ۲۴٫۳۱ کیلومتر مربع مساحت و ۷۶۹ نفر جمعیت دارد.